# Klášter Nogent-sous-Coucy
Klášter Nogent-sous-Coucy (francouzsky Abbaye de Nogent-sous-Coucy) bývalo benediktinské opatství v blízkosti obce Coucy-le-Château-Auffrique ve francouzské Pikardii.

## Historie
Dle pamětí opata Guiberta z Nogentu založil klášter na úpatí kopce Aubry z Coucy roku 1059 společně se svou manželkou Adélou z Marle. Obdařil klášter donací, která byla v příštím století terčem Guibertovy kritiky a i přes údajnou nedostačivost daru klášter začal za vydatné podpory Aubryho následníků vzkvétat. Během 12. století mniši založili tři převorství. Roku 1789 byl klášter zrušen a později sloužil jako kamenolom. Na počátku 19. století byl ze zbývajících budov zámek, ten byl roku 1918 zbořen.